# Retour à la maison de l'horreur
Série
La Maison de l'horreur
(1999)
Pour plus de détails, voir Fiche technique et Distribution.
Retour à la maison de l'horreur (Return to House on Haunted Hill) est un film américain réalisé par Víctor Garcia, sorti en 2007 en direct-to-video. C'est la suite de La Maison de l'horreur (remake de La Nuit de tous les mystères).

## Synopsis
Des chercheurs visitent une maison dans laquelle un millionnaire a organisé une soirée macabre huit ans auparavant. Ils espèrent y retrouver une statuette démoniaque.

## Fiche technique
- Titre original : Return to House on Haunted Hill
- Titre français : Retour à la maison de l'horreur
- Réalisation : Víctor Garcia
- Scénario : Robb White et William Massa
- Musique : Frederik Wiedmann
- Photographie : Lorenzo Senatore
- Montage : Robert Malina
- Production : Erik Olsen, Steve Richards, Roee Sharon et Jonathan Tzachor
- Production déléguée : Joel Silver
- Société de production : Warner Premiere et Dark Castle Entertainment
- Pays :  États-Unis
- Genre : Horreur, thriller
- Durée : 79 minutes
- Dates de sortie : 
  -  États-Unis : 16 octobre 2007

## Distribution
- Amanda Righetti : Ariel Wolfe
- Cerina Vincent : Michelle
- Erik Palladino : Desmond
- Tom Riley (VF : Thomas Roditi) : Paul
- Andrew Lee Potts (VF : Yoann Sover) : Kyle
- Jeffrey Combs : Dr. Vannacutt
- Steven Pacey (VF : Vincent Violette) : Dr. Richard Hammer
- Calita Rainford : Harue
- Gil Kolirin : Norris
- Andrew Pleavin : Samuel
- Charles Venn : Warren

## Distinctions
- Golden Reel Awards 2008 : Meilleur montage son pour un direct-to-video[1]